# Yaël Nandjou
Yaël Nandjou Kwingoula (* 6. Juli 2005 in Dakar, Senegal) ist ein im Senegal geborener französisch-kamerunischer Fußballspieler, der aktuell beim OGC Nizza in der Ligue 1 unter Vertrag steht.

## Karriere
Nandjou spielte in seiner Jugend lange Zeit bei der US Orléans. Hier absolvierte er in der Saison 2021/22 bereits mehrere Partien für die U17- und auch schon die U19-Mannschaft in der Liga und im Pokal. Im Sommer 2022/23 wechselte er in das Nachwuchszentrum des OGC Nizza. 2022/23 spielte er dort vorrangig bei den A-Junioren, kam aber auch schon in der fünftklassigen Reservemannschaft zum Zuge. In der Saison 2023/24 spielte er wieder ausschließlich für das U19-Team. Nachdem er bereits vermehrt im Profikader gestanden hatte, debütierte Nandjou am 28. November 2024 (5. Spieltag) in der Europa League, als er bei einer 1:4-Niederlade gegen die Glasgow Rangers bereits in der ersten Halbzeit für den verletzten Youssouf Ndayishimiye eingewechselt wurde, für die Profis. Nur wenige Tage später debütierte er auch in der Ligue 1 bei einer weiteren 1:4-Niederlage, diesmal in der Startelf gegen Olympique Lyon. Zusammengenommen lief Nandjou in seiner ersten Profisaison 2024/25 in der Ligue 1, Europa League und der Coupe de France achtmal auf.